# Southern Railway (U.S.)
Southern Railway (учётная марка SOU) — американская железная дорога I класса на юге США. Её предшественниками были почти 150 разных железнодорожных линий, которые путём слияний, реорганизаций и поглощений происходивших в XIX веке к 1894 году все эти линии оказались в составе Southern Railway.
В конце 1970-х дорога имела протяжённость линий 9698 км, кроме того существовали дочерние железные дороги I и II класса. Тогда объём перевозок составлял 2611 млн. тонно-миль и 110 млн. пассажиро-миль.

## История

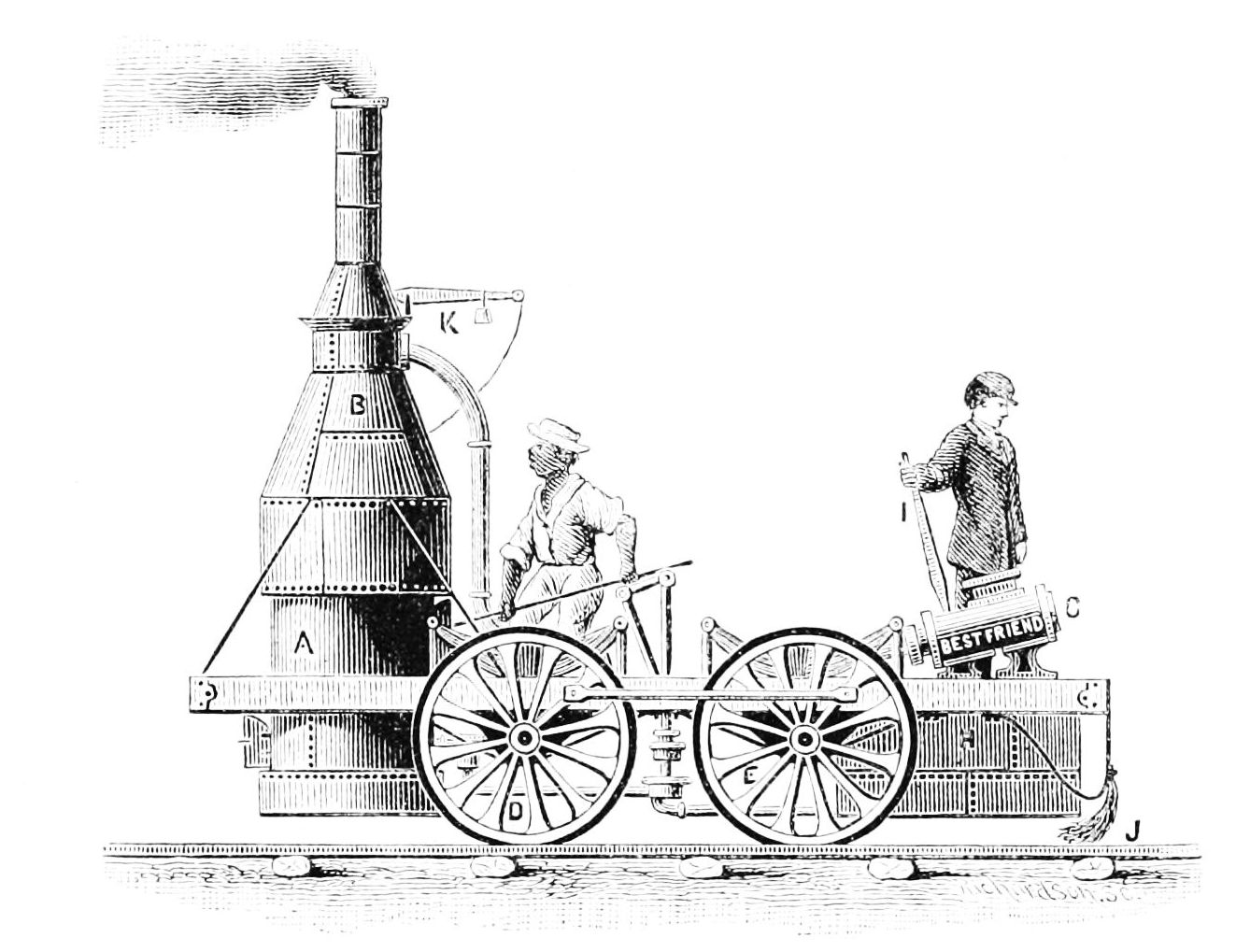
Best Friend of Charleston

Предшественницей Southern Railway была компания South Carolina Canal and Railroad Company, одна из старейших железных дорог соединённых штатов. Она была основана в декабре 1827 года и по ней начал курсировать первый регулярный пассажирский поезд на паровой тяге, водил его паровоз Best Friend of Charleston построенный в 1830 году. Поезда ходили по линии длинной 6 миль из города Чарлстон. К 1833 году дорога имела линию протяжённостью 136 миль до Хамберга (ныне округ Эйкен, Южная Каролина), на тот момент это была самая длинная линия в мире.